# 石井茂
石井 茂（いしい しげる、1954年〈昭和29年〉7月31日 - ）は、日本の実業家。ソニーグループ株式会社社友。ソニー銀行株式会社創業者。東京都出身。学位は経済学士（東京大学・1978年）、MPPM（イェール大学・1987年）。
山一證券株式会社 経営企画室部長、ソニー銀行株式会社代表取締役社長、ソニー株式会社（現・ソニーグループ株式会社）常務、ソニーフィナンシャルホールディングス株式会社（現・ソニーフィナンシャルグループ株式会社）代表取締役社長、ソニーフィナンシャルベンチャーズ株式会社代表取締役社長等を歴任した。

## 経歴
東京大学経済学部を卒業後、1978年に山一證券に入社。1997年に同社が自主廃業を決定した際には、経営企画室部長として大蔵省に営業休止届を提出した。その後、ソニー（現・ソニーグループ）副社長（当時）の伊庭保から声を掛けられ、1998年に同社に入社。
2001年に十時裕樹らと共にソニー銀行を設立、代表取締役社長に就任。2015年にソニーフィナンシャルホールディングス（現・ソニーフィナンシャルグループ）代表取締役副社長に就任を経て、2016年にソニー執行役員、ソニーフィナンシャルホールディングス代表取締役社長に就任。2018年にソニー常務に就任。2020年に退任し、同社社友となった。

## 履歴

### 学歴・職歴
- 1978年（昭和53年）3月 - 東京大学経済学部卒業[7]。
- 1978年（昭和53年）4月 - 山一證券株式会社入社[8]。
- 1978年（昭和53年）5月 - 株式会社山一証券経済研究所出向 証券調査部配属[8]。
- 1987年（昭和62年）6月 - イェール大学経営大学院修了[3]。
- 1993年（平成5年）2月 - 山一證券株式会社 経営企画室次長[9]。
- 1994年（平成6年）6月 - 山一證券株式会社 経営企画室秘書役[10]。
- 1996年（平成8年）6月 - 山一證券株式会社 経営企画室部長[8]。
- 1998年（平成10年）3月 - 山一證券株式会社退職[10]。
- 1998年（平成10年）6月 - ソニー株式会社（現・ソニーグループ株式会社）入社 財務部配属[10]。
- 1999年（平成11年）12月 - ソニー株式会社（現・ソニーグループ株式会社）金融サービス事業準備室室長[9]。
- 2001年（平成13年）4月 - ソニー銀行株式会社設立 代表取締役社長[11]。
- 2004年（平成16年）4月 - ソニーフィナンシャルホールディングス株式会社（現・ソニーフィナンシャルグループ株式会社）設立 非常勤取締役[12]。
- 2008年（平成20年）5月 - ソニー銀行株式会社代表取締役社長兼CEO[13]。
- 2010年（平成22年）4月 - ソニー銀行株式会社代表取締役社長[14]。
- 2015年（平成27年）6月 - ソニー損害保険株式会社非常勤取締役[15]。
- 2015年（平成27年）6月 - ソニーフィナンシャルホールディングス株式会社（現・ソニーフィナンシャルグループ株式会社）代表取締役副社長[16]。
- 2015年（平成27年）6月 - ソニー銀行株式会社非常勤取締役[17]。
- 2015年（平成27年）6月 - ソニー生命保険株式会社非常勤取締役[18]。
- 2016年（平成28年）6月 - ソニー株式会社（現・ソニーグループ株式会社）執行役員 ビジネスエグゼクティブ[19]。
- 2016年（平成28年）6月 - ソニーフィナンシャルホールディングス株式会社（現・ソニーフィナンシャルグループ株式会社）代表取締役社長[3]。
- 2018年（平成30年）6月 - ソニー株式会社（現・ソニーグループ株式会社）常務[20]。
- 2018年（平成30年）6月 - ソニーフィナンシャルベンチャーズ株式会社設立 代表取締役社長[21]。
- 2020年（令和2年）6月 - ソニー株式会社（現・ソニーグループ株式会社）社友（現任）[22]。
- 2023年（令和5年）7月 - 住友生命保険相互会社社外取締役（現任）[22]。

## 著作
- 『決断なき経営 なぜ山一は変われなかったのか』日本経済新聞出版社、1998年12月1日。ISBN 9784532147143。
- 『山一證券の失敗』日本経済新聞出版社〈日経ビジネス人文庫〉、2017年6月5日。ISBN 9784532198213。

## 出演

### テレビ
- 戦士の逸品（2011年11月29日[23]、テレビ東京）
- ワールドビジネスサテライト（2014年8月14日[24]、テレビ東京）